# Zapornia palmeri
La schiribilla di Laysan (Zapornia palmeri (Frohawk, 1892)) era un uccello della famiglia dei Rallidi originario dell'isola omonima, appartenente al gruppo delle Hawaii nord-occidentali. Questa piccola isola ospitava, e ospita ancora oggi, un'importante colonia di uccelli marini, e sosteneva un certo numero di specie endemiche, tra le quali la schiribilla. La specie si estinse a causa della distruzione dell'habitat a opera dei conigli domestici e, soprattutto, degli effetti della seconda guerra mondiale. Il suo nome scientifico commemora Henry Palmer, un collezionista che si era recato alle Hawaii per conto di Walter Rothschild.

## Descrizione
La schiribilla di Laysan era un uccello di dimensioni piuttosto ridotte (distesa misurava 15 cm dalla punta del becco all'estremità della «coda») e incapace di volare. Nel corso dell'evoluzione le ali e la coda si erano ridotte notevolmente di dimensioni, raggiungendo rispettivamente la lunghezza di 2,5 e 5,4 cm; inoltre, aveva solo 8 primarie, contro le 10 dei Rallidi volatori. Il becco, che misurava 1,8 cm, era robusto e diritto, e anche le zampe erano ben sviluppate; nelle proporzioni generali era simile ai piccoli Rallidi del genere Laterallus, come la schiribilla nera americana.
La sua colorazione era una versione più chiara e sbiadita di quella della schiribilla grigiata, una specie strettamente imparentata a partire dalla quale probabilmente essa si evolvette. La faccia, la gola, il petto e la regione sopracciliare erano di colore grigio medio uniforme, mentre il dorso, le ali e la sommità del capo erano di colore marrone chiaro, con le rachidi delle penne di un colore contrastante più scuro, a eccezione di quelle delle ali. Il piumaggio della regione scapolare (la «schiena») e dei fianchi era di colore marrone sabbia. Le caratteristiche striature bianche e nere sulla parte bassa dell'addome e sulle copritrici del sottocoda presenti in varie specie dei generi Rallus e Zapornia erano molto ridotte. Zampe e becco erano di colore oliva-giallastro, e l'iride era rosso rubino. I sessi erano simili; i pulcini, ricoperti da un piumino completamente nero, avevano zampe molto lunghe di colore scuro e becco giallo, e gli esemplari giovani avevano tutte le regioni inferiori di colore marrone chiaro.

## Distribuzione e habitat
Era endemica di Laysan (sebbene una popolazione introdotta sia vissuta per alcuni decenni sull'atollo di Midway agli inizi del XX secolo); alcuni autori hanno notato che nei racconti dei nativi di altre isole hawaiiane vengono citati dei Rallidi incapaci di volare, ma si tratta di forme locali scomparse prima del contatto con gli Occidentali. Un presunto avvistamento avvenuto in passato sull'isola di Lisianski si riferisce probabilmente a un Rallide migratore, oppure a una forma distinta evolutasi parallelamente alla schiribilla di Laysan; tuttavia, dato il suolo sterile di Lisianski e la mancanza di testimonianze materiali, quest'ultima ipotesi è molto improbabile.

## Biologia

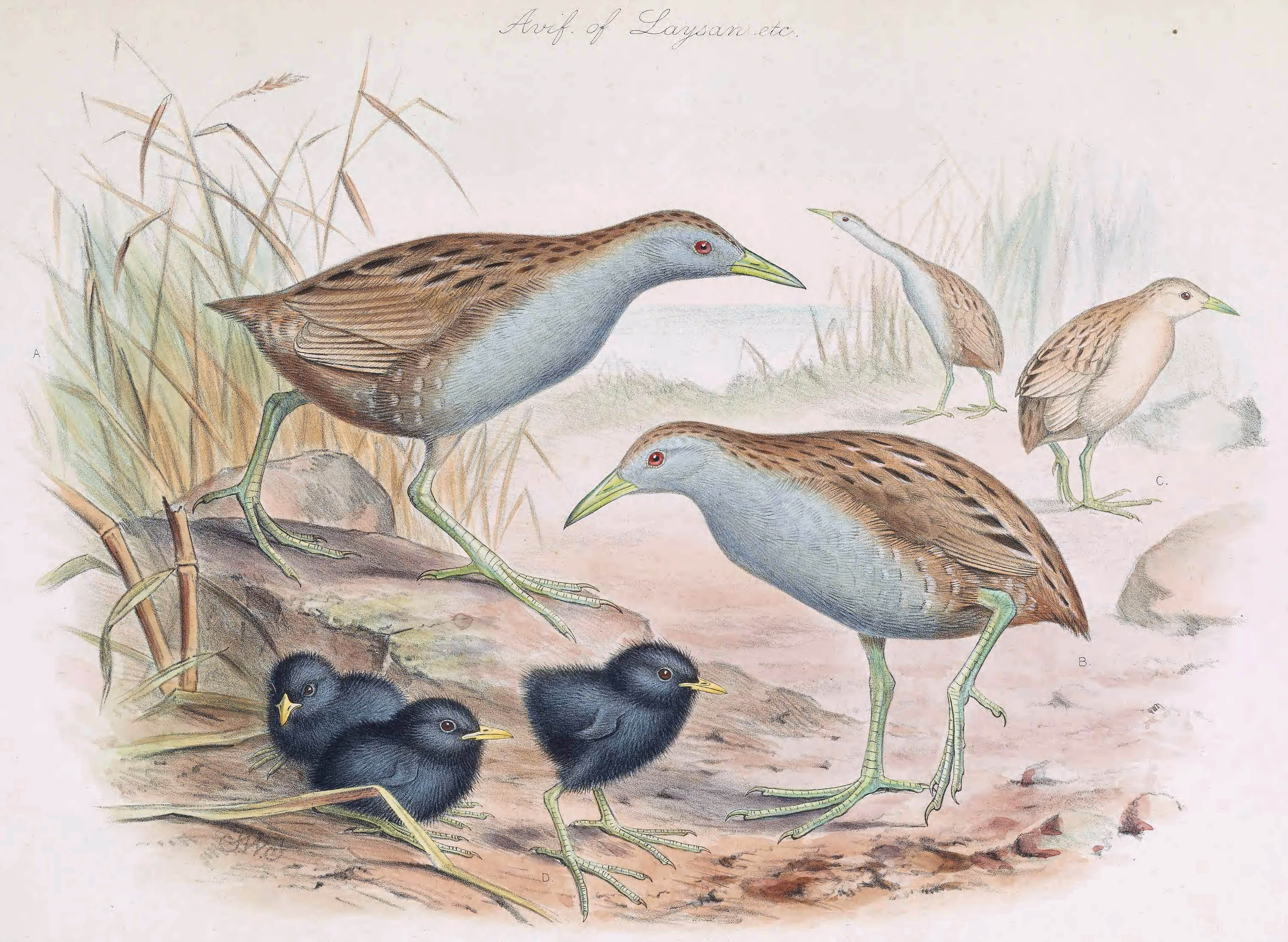
Illustrazione di John Gerrard Keulemans.

La schiribilla di Laysan era un animale opportunista che si nutriva soprattutto di invertebrati, come falene, Neoscatella sexnotata (famiglia degli Efidridi) e Calliforidi, e delle loro larve; quando erano disponibili, mangiava anche foglie, semi e carcasse di uccelli marini. Era un uccello piuttosto aggressivo, che aveva l'abitudine di allontanare le altre specie, in particolare i fringuelli di Laysan: questi ultimi sono in grado di frantumare le uova degli uccelli marini per consumarne il contenuto, mentre la schiribilla era molto meno abile. Di conseguenza, le schiribille si aggiravano nei pressi delle colonie di uccelli marini, in cerca di fringuelli che avevano da poco frantumato un uovo; trovatone uno, lo allontanavano per consumare il contenuto dell'uovo. Su Midway, le schiribille furono viste rubare il cibo ai polli domestici. Su Laysan non esistono sorgenti d'acqua dolce permanenti, e sebbene le schiribille fossero probabilmente state in grado di ricoprire il fabbisogno idrico con i fluidi corporei delle prede e il contenuto delle uova, esse bevevano avidamente e facevano il bagno nelle pozze d'acqua createsi dopo i forti acquazzoni, o in contenitori d'acqua forniti da eventuali osservatori.

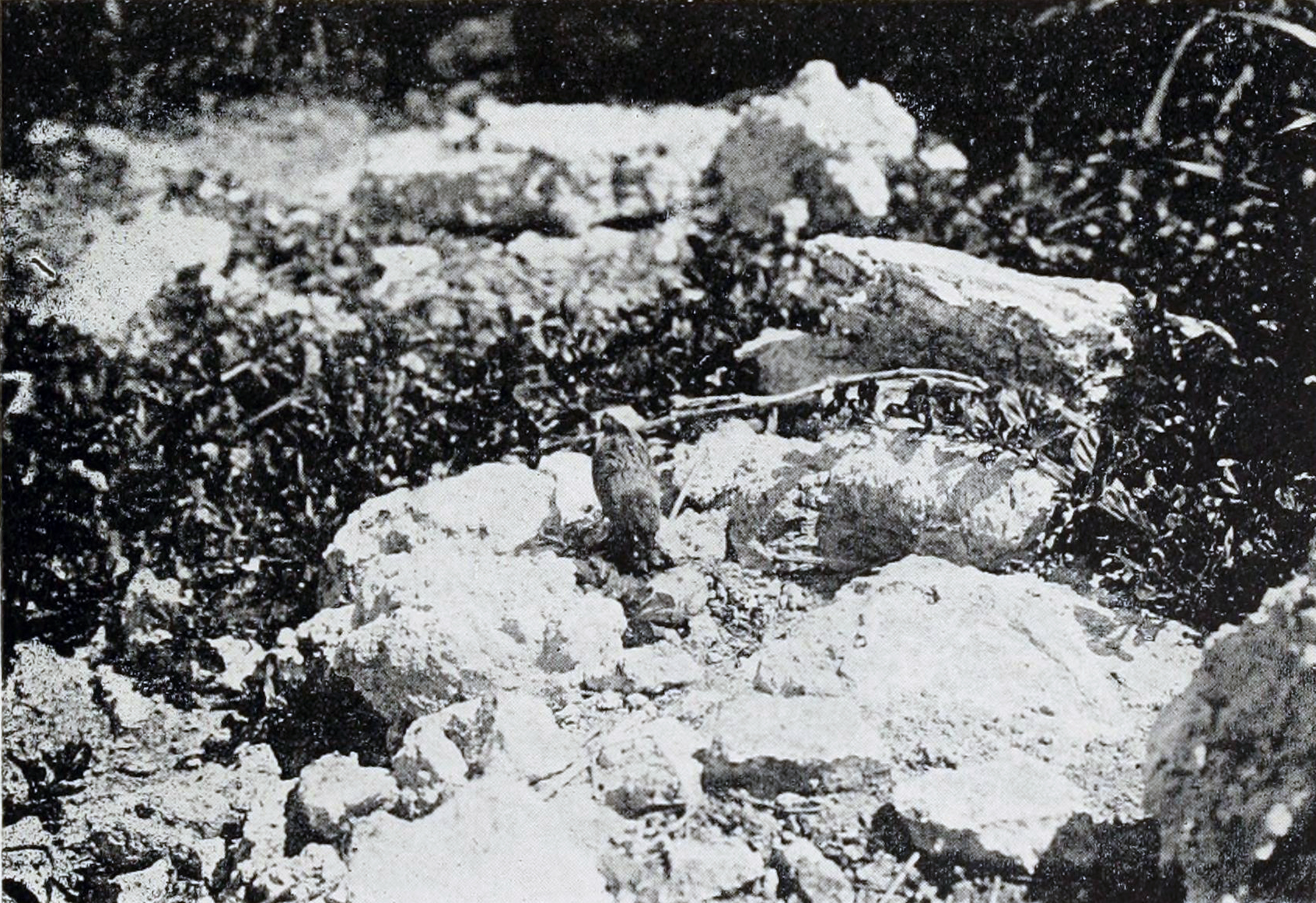
Un esemplare che mangia l'uovo di un uccello marino.

Sebbene fosse incapace di volare, la schiribilla di Laysan utilizzava le ali per mantenersi in equilibrio quando correva rapidamente e saltava; in questo modo, era in grado di effettuare salti di poco meno di 1 m di lunghezza. Agile e irrequieta, si rifugiava nei cespi di erba per evitare i predatori, ma soprattutto per sfuggire al calore del Sole tropicale; se si sentiva minacciata, spesso si nascondeva nelle gallerie scavate dai petrelli. Si spingeva all'aperto prevalentemente durante la mattina e nelle ore pomeridiane, ma si poteva avvistare anche in ogni momento della giornata, mentre di notte si potevano udire i suoi richiami. Non aveva nemici naturali, se si eccettuano alcune catture occasionali da parte delle fregate; tutti i rapporti degli studiosi del passato fanno riferimento alla sua mancanza di timore, e se un osservatore rimaneva immobile, le schiribille si avvicinavano a esso e potevano addirittura arrampicarvisi sopra in cerca di avanzi di cibo. Una femmina, rimossa dal nido nel tentativo di fotografare le uova, vi ritornò immediatamente per proteggere la covata. La specie era piuttosto territoriale, in particolare durante la stagione della nidificazione. A Laysan, la capacità portante dell'ambiente veniva raggiunta a 10–13 m² di habitat per esemplare, mentre a Midway la densità di popolazione era all'incirca un quarto di quella dell'altra isola; in cattività, un recinto di circa 8 m² era sufficiente per due coppie, ma l'introduzione di altri esemplari poteva portare a combattimenti.

### Richiamo
Durante i periodi di attività, le schiribille di Laysan non rimanevano quasi mai ferme ed emettevano spesso da uno a tre flebili cinguettii. Durante il corteggiamento o nella difesa del territorio (le testimonianze non sono chiare, ma probabilmente in quest'ultimo caso) due esemplari si ponevano uno di fronte all'altro, arruffando le piume ed emettendo richiami tintinnanti non dissimili da quelli prodotti da una sveglia meccanica. Poco dopo il tramonto, si poteva udire l'intera popolazione dilettarsi in una sorta di tenzone sonora, producendo un suono che secondo Frohawk ricordava
I giovani ricoperti di piumino erano meno loquaci, e i loro vocalizzi erano piuttosto acuti, date le loro minuscole dimensioni.

### Riproduzione

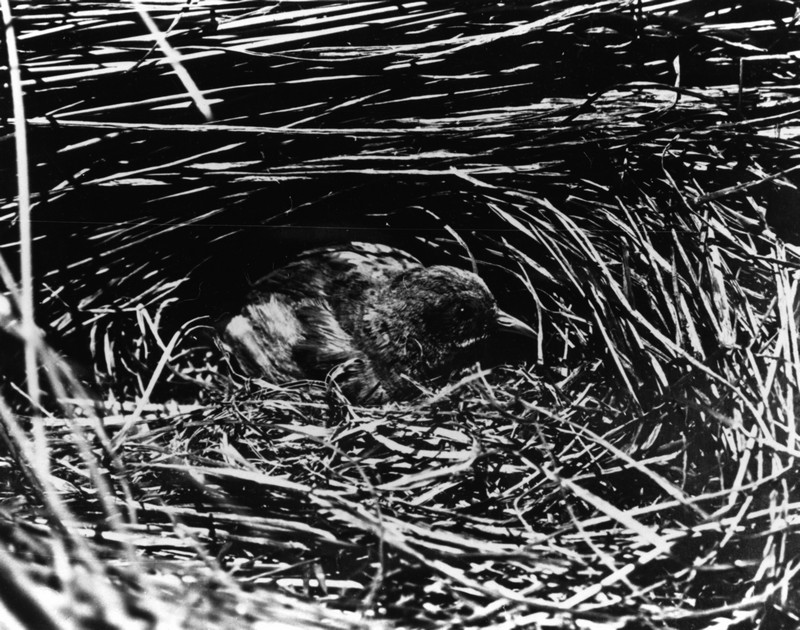
Una schiribilla che cova.

A Laysan, il corteggiamento e l'inizio della costruzione del nido avveniva in aprile, la deposizione delle uova avveniva tra maggio e giugno e il picco della stagione riproduttiva era situato in giugno e luglio; secondo una testimonianza degli esemplari giovani usciti da poco dall'uovo furono scorti a Midway in marzo, ma se ciò fosse vero si tratterebbe ugualmente di un caso straordinario. A Laysan, i nidi venivano costruiti nei cespi delle piante di Cyperus pennatiformis bryanii e kāwelu (Eragrostis variabilis), endemiche dell'isola, e di gramigna (Cynodon dactylon), introdotta dagli Occidentali, attorno alla laguna, mentre a Midway la specie nidificava in ogni luogo ritenuto conveniente, come i boschetti di naupaka kahakai (Scaevola taccata) e gli arbusti di pōhuehue (Ipomoea pes-caprae brasiliensis). I nidi venivano costruiti sul terreno o all'interno della base di un cespo d'erba; nell'ultimo caso l'uccello risistemava le foglie secche per formare una cavità dal tetto a cupola raggiungibile tramite un piccolo tunnel di circa 15 cm di lunghezza. I nidi erano imbottiti con materiale vegetale morbido e piumino di uccelli marini.
La nidiata consisteva di tre o, meno frequentemente, due uova (i Rallidi suoi parenti presenti sul continente, invece, ne depongono 5-10). Esse erano di forma ovale, non essendo particolarmente arrotondate a un'estremità, misuravano 31 × 21 mm e avevano una colorazione di fondo color camoscio-oliva chiaro, sulla quale spiccava una serie di macchie irregolari color terra di Siena naturale o grigio-violaceo. Le coppie si accoppiavano per la vita o per un'intera stagione riproduttiva ed entrambi i partner si occupavano della cova, sebbene sembri che le femmine dedicassero all'incubazione più tempo dei maschi.

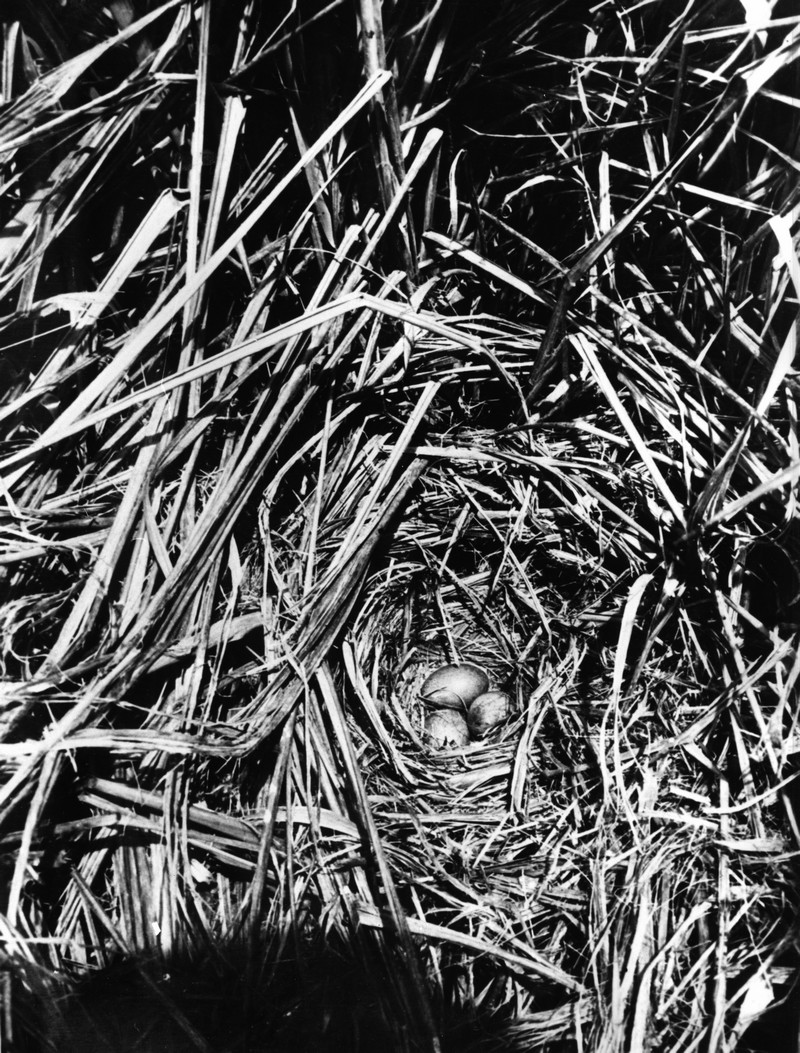
Uova di schiribilla di Laysan.

Le uova si schiudevano dopo circa 20 giorni di incubazione (forse anche meno; nelle specie imparentate l'incubazione si protrae generalmente per 16-20 giorni) e i piccoli venivano accuditi da entrambi i genitori per circa un mese. Cinque giorni dopo la schiusa, i pulcini erano già in grado di correre velocemente quanto gli adulti. Hadden descrisse un pulcino di tre giorni di età con queste parole:

## Estinzione
Laysan è considerata una delle più importanti colonie di uccelli marini degli Stati Uniti. Ospita migliaia di albatri piedi neri e albatri di Laysan, nonché berte e sterne. Sull'isola si trovavano anche cinque taxa endemici di uccelli terricoli e marini, tra i quali la schiribilla di Laysan. La scomparsa di questa specie è piuttosto spiacevole, poiché poteva essere facilmente evitata.
La schiribilla divenne specie minacciata quando a Laysan furono introdotti i conigli domestici. Senza predatori che ne controllassero il numero essi ben presto divorarono l'intera copertura di vegetazione dell'isola. L'isola si ridusse a una spoglia distesa di polvere, e la cannaiola di Laysan e l'ʻapapane di Laysan scomparvero per sempre; il fringuello di Laysan e l'anatra di Laysan, invece, riuscirono a sopravvivere. Nel primo decennio del XX secolo, quando la distruzione della vegetazione da parte dei conigli era da poco iniziata, la popolazione di schiribille comprendeva circa 2000 esemplari adulti e aveva raggiunto la capacità portante; la situazione rimase invariata almeno fino all'inizio degli anni '10, quando fu studiata da alcuni ornitologi come Alfred Marshall Bailey, ma da allora precipitò. Nel 1923, a Laysan si potevano trovare solo due esemplari, e degli otto capi trasferiti su Midway per cercare di salvare la specie almeno due morirono quasi immediatamente per la mancanza di cibo e di ripari. Si ritiene che la specie sia scomparsa da Laysan durante il 1923, probabilmente perché sull'isola non era rimasta vegetazione sufficiente per sostenere una popolazione. L'ultimo esemplare venne avvistato sull'isola Orientale di Midway nel giugno del 1944.